# رافائيل بيريرا (لاعب كرة قدم مواليد 2000)
رافائيل بيريرا لاعب كرة قدم برازيلي يلعب حالياً في نادي البطائح الإماراتي 

## مسيرة اللاعب
لعب في نادي العين و نادي خورفكان و نادي البطائح.

## روابط خارجية
- رافائيل بيريرا (لاعب كرة قدم مواليد 2000) على موقع قاعدة بيانات كرة القدم.إي يو (الإنجليزية)
- رافائيل بيريرا (لاعب كرة قدم مواليد 2000) على موقع Soccerway.com (الإنجليزية)